# AfterBeat
AfterBeat est un cover band français rendant hommage aux Beatles. Formé en août 2003, le groupe s'attache à reprendre le plus fidèlement possible les tubes des Fab Four. Le groupe recense une centaine de morceaux repris dans son répertoire.

## Biographie
Les membres se rencontrent en août 2003, à l'occasion du Beatles Week organisé à Liverpool, en Grande-Bretagne. Après des heures de discussions sur leur passion commune, être fan des Beatles, ils choisissent de créer leur propre groupe, AfterBeat. Depuis, AfterBeat donne des centaines de soirées Beatles en France et à l'international que ce soit des événements privés ou publics. Le nom « AfterBeat » est né grâce au mélange des deux mots : le nom du groupe, Beatles, et la vision de l’après Beatles (After… Beatles).
Pour être au plus près de leurs idoles, ils utilisent des instruments d’époque (guitares Rickenbacker, Gretsch et Epiphone, basse Hofner, batterie Ludwig, amplis Vox (AC30, T-60…)) et sont revêtus, sur scène, des fameux Chesterfield. De Love Me Do à Let it Be en passant par Yesterday ou Hey Jude, le groupe recense une centaine de morceaux repris dans son répertoire. En février 2004, ils jouent un concert à l’Olympia à l’occasion du 40e anniversaire de la venue des Beatles en France. Afterbeat est le premier groupe français à être invité officiellement de la Beatle Week en août 2006.
En octobre 2011, à l’occasion du 50e anniversaire de la sortie du premier enregistrement des Beatles, AfterBeat invitent Pete Best et Tony Sheridan pour se produire avec eux sur la scène du Divan du Monde à Paris. À ce sujet, Pete Best confie au Figaro : « AfterBeat m'a invité il y a quelques mois pour ce showcase. Je les avais déjà vus à Liverpool et j'ai hâte d'être sur scène avec eux et Tony Sheridan pour rejouer My Bonnie. C'est le titre qui nous a fait commencer ». Puis, en 2012, après avoir ouvert les Jeux olympiques de Londres avec un show Beatles, le groupe donne 7 concerts lors du célèbre événement Beatles, la Beatle Week de Liverpool. Le 11 avril 2013, pour célébrer les 50 ans du titre From Me to You, le Cavern Club réunit les meilleures versions, des meilleurs tributes de Beatles du monde dont AfterBeat, afin de dévoiler un clip.

## Membres
- Vincent Harman (John Lennon) — guitare
- Hubert de Candolle (George Harrison) — guitare
- Paul Wood (Paul McCartney) — basse
- Alain Bidot-Naude (Ringo Starr) — batterie
- Laurian Daire — claviers, piano